# Der König der Löwen (Computerspiel)
Der König der Löwen ist ein Jump-’n’-Run-Computerspiel zum gleichnamigen Zeichentrickfilm von Disney. Es wurde von Westwood Studios entwickelt und über Virgin Interactive veröffentlicht. Es erschien 1994 für Mega Drive und SNES, sowie als Portierung für Amiga, DOS, Windows, Game Gear, Master System, Game Boy und NES.

## Spielprinzip
Der Spieler steuert Simba durch zehn Level, die sich erzählerisch an der Handlung des Films orientieren und auch dessen Optik entsprechen. Der Spieler beginnt zunächst als junger Simba. In einer Mischung aus Hüpfpassagen, kleineren Rätseln und Geschicklichkeit beim Ausweichen und Bekämpfen von Gegnern muss der Spieler seine Figur durch den Level bis zum Endpunkt bewegen. Eine Besonderheit ist der Level „The Stampede“, der eine 3D-Perspektive simuliert und in der der Spieler verhindern muss, dass Simba bei der Massenflucht (Stampede) einer Gnu-Herde unter deren Hufe gerät. Eine Sonderfähigkeit Simbas ist sein Gebrüll, mit dem einige Gegner kurzzeitig gelähmt werden können, das er aber nur begrenzt einsetzen kann. In Zwischenkämpfen gilt es einzelne Schergen von Simbas Onkel Scar zu besiegen. Im siebten Level des Spiels ist Simba erwachsen und besitzt ab diesem Zeitpunkt neue Kampffähigkeiten. Im Endkampf muss er sich schließlich seinem Onkel stellen.
Simba hat einen Lebensbalken, der sich bei Berührung durch Gegner reduziert. Sinkt er gegen Null, verliert der Spieler ein Leben. Die Lebensenergie, Brüllattacken und die Zahl der Leben sind begrenzt, können jedoch durch das Einsammeln bestimmter Käfer erhöht werden. Durch das Sammeln einiger seltener Käfer können zudem Bonus-Level mit Minispielen aufgerufen werden.

## Entwicklung
Wie bereits zuvor bei Aladdin unterstützte Disney die Entwicklung des Spiels aktiv. Für die Level des erwachsenen Simba konnte Westwood Filmmaterial verwenden, das aus der fertigen Fassung des Films herausgeschnitten wurde. Beim Level The Stampede äußerste Disney große Bedenken wegen des stark abweichenden Spielprinzips und drängte auf die Entfernung des Levels. Westwood konnte dies jedoch durch eine spielerische Demonstration des Levels abwenden.
Die Version für Game Gear und Master System wurde von Syrox Developments (später: Climax London) entwickelt. Alle zehn Level wurden vollständig neu entwickelt. Der Schwierigkeitsgrad wurde entschärft und die Kollisionsabfrage großzügiger gestaltet. Dabei entfiel auch die 3D-Szene und wurde durch einen Sidescroller ersetzt. Die Versionen für Game Boy und NES stammen von Dark Technologies, mit ebenfalls angepasstem Leveldesign. Die PC-Version verwendete die Grafikschnittstelle WinG.
2016 wurde das Spiel von Disney auf der Downloadplattform GOG.com zusammen mit den ebenfalls von Virgin Interactive stammenden Filmumsetzungen Aladdin und Das Dschungelbuch wiederveröffentlicht.

## Rezeption
„[…] ein fabelhaftes und anspruchsvolles Jump ’n’ Run, das vom Spielwitz leider nicht ganz an seine Vorgänger Das ‘Dschungelbuch’ und ‘Aladdin’ herankommt.“

„Vom Umfang her sieht man dem Modul nicht unbedingt die 24 MBit an, die gerade mal zehn Levels sind nämlich nicht sonderlich umfangreich geraten. Dieses Manko macht zum Glück der ordentliche Schwierigkeitsgrad wieder wett, der einem permanent äußerste Konzentration abverlangt. Dabei hat Virgin eine spannende Mischung zwischen pixelgenauelen Sprüngen, exaktem Timing sowie einer Prise Gehirnschmalz gefunden. […] insgesamt ein abwechslungsreiches und fesselndes Modul, das wegen Simbas beiden Lebensabschnitten zusätzlich motiviert.“

„Kauft Euch von Eurem Geld lieber ‚Earthworm Jim‘, denn das ist von David Perry (der Mann, der ‚Cool Spot‘ und ‚Aladdin‘ gemacht hat), und das ist richtig gut!“

Nach Angaben von Louis Castle im Jahr 2002 war es das bis dato bestverkaufte Spiel des Studios mit 4,5 Millionen Kopien. Die SNES-Version des Spiels konnte sich allein in den USA 1,27 Millionen Mal verkaufen, die PC-Version brachte es auf 200.000 Kopien.
2006 listete die PC World die CD-ROM-Fassung des Spiels auf Platz 6 der 25 schlimmsten Tech-Produkte aller Zeiten. Hintergrund war die Verwendung von WinG-Grafikschnittstelle, die von den Grafikkartenherstellern eine manuelle Anpassung erforderten. Ende 1994 brachte der Hersteller Compaq jedoch einen Presario-Computer ohne entsprechende Anpassung auf den Markt. Das Resultat waren regelmäßige Abstürze des Spiels, was besonders zur Weihnachtszeit bei vielen Kindern zu großen Enttäuschungen geführt haben soll, die das Spiel geschenkt bekamen. Die Erfahrungen dieses Ereignisses flossen in die Entwicklung der neuen Grafikschnittstelle DirectX ein.